# 毛糙仿银杏蟹
毛糙仿银杏蟹（学名：Actaeodes hirsutissimus）为扇蟹科仿银杏蟹属的动物。分布于日本、萨摩亚群岛、塔希提岛、社会群岛、澳大利亚、菲律宾、越南、安达曼群岛、红海以及中国大陆的西沙群岛等地，生活环境为海水，主要生活于珊瑚礁浅水中。